# Karone
Karone, ook bekend als Astronema, is een personage uit de televisieserie Power Rangers. Ze was een vijand van de Rangers in Power Rangers in Space, en lid van de Galaxy Power Rangers gedurende Power Rangers: Lost Galaxy.

## Biografie

### Jeugd
Karone werd geboren op de planeet KO-35 als de jongere zus van Andros, de toekomstige Rode Space Ranger. Net als haar broer droomde ze er op jonge leeftijd als van een ranger te worden. Ze was echter niet in staat deze droom te realiseren, aangezien ze als kind werd ontvoerd door Darkonda terwijl zij en Andros telekinese beoefenden. Darkonda bracht haar naar Ecliptor die haar opvoedde tot de kwaadaardige Astronema.

### Als Astronema
Ecliptor werd een soort vaderfiguur voor Astronema terwijl hij haar opvoedde tot een sterke krijger. Haar herinneringen aan haar leven als Karone vervaagden, en Ecliptor versterkte haar kwaadaardigheid de leugen dat de Power Rangers haar ouders en broer hadden vermoord. Na jaren van training en gevechten tegen andere krijgers kreeg ze ook les in de duistere kunsten van magie. Ze kreeg de Wrath Staff als wapen, waarmee ze anderen kon manipuleren om tegen haar vijanden te vechten. Met Dark Specters hulp kreeg ze een ruimteschip, de Dark Fortress, en een leger van robotische soldaten genaamd Quantrons.
Astronema stond erom bekend haar haarstijl geregeld te veranderen. Tevens had ze net als Andros een medaillon op zak met foto’s van hen tweeën toen ze nog kinderen waren. Lange tijd reisde Astronema het universum door en vernietigde diegenen die zich niet bij Dark Specter aan wilden sluiten. Ze bevocht ook een keer een krijger die beschikte over twee magische talismannen die hem grote kracht gaven. Ze veranderde hem in steen om te voorkomen dat hij ze ooit nog zou gebruiken.
Tijdens PRIS kreeg ze een relatie met Zhane, de Zilveren Space Ranger. De relatie liep echter stuk toen Ecliptor een monster stuurde om Zhane af te leiden, waardoor hij zijn afspraak met Astronema miste.
Uiteindelijk kwam de waarheid over Astronema’s identiteit aan het licht. Andros probeerde uit alle macht Astronema te overtuigen wie ze werkelijk was. Hij slaagde hier bijna in aangezien ze overliep naar de kant van de Rangers. Ze werd echter gevangen door Ecliptor en door Dark Specter weer onder zijn controle geplaatst. Haar emoties werden verwijderd via cybernetische implantaten.
In het laatste gevecht gedurende de afleveringen "Countdown to Destruction" bevocht ze Andros. Ze kwam om het leven toen Andros een energieaanval van haar naar haar terugkaatste. Nadat Andros Zordons energiecapsule had gebroken kwam een energiegolf vrij die de gehele United Alliance of Evil versloeg. De energie bracht ook Astronema weer tot leven en verwijderde de implantaten, waardoor ze weer Karone werd. Achteraf keerde ze terug naar de Aarde met de andere Rangers.

### InPower Rangers: Lost Galaxy
Karone keerde weer terug in Power Rangers: Lost Galaxy. Nadat de Roze Galaxy Ranger, Kendrix Morgan, was omgekomen kwam haar Quasar Saber in handen van een handelaar die het te koop aanbood op een veiling op de planeet Onyx. Karone vermomde zich als Astronema in de hoop zo de Quasar Saber te bemachtigen. Ze werd ontmaskerd door Trakeena, maar wist toch te ontkomen met de Saber. Toen ze haar leven riskeerde om de Rangers en het wapen te beschermen, verscheen Kendrix’ geest en gaf haar de Roze Galaxy Morpher. Hiermee werd Karone de nieuwe Roze Galaxy Ranger.
Karone bleef de Roze Galaxy Ranger gedurende de rest van de serie. Toen de Rangers hun krachten verloren door een Magneetmonster, bracht Karone Leo naar de plek waar ze als Astronema had gevochten met de krijger die in het bezit was van de talismannen. Toen ze duidelijk berouw toonde voor haar daad, kwam de versteende krijger weer tot leven en gaf Leo de talismannen voor toekomstig gebruik.
Nadat de Rangers Trakeena hadden verslagen en de ruimtekolonie Terra Venture aankwam op Mirinoi, plaatste Karone de roze Quasar Saber terug in de steen waar Kendrix hem aan het begin van de serie uit had getrokken. Vermoed wordt dat ze nog altijd op Mirinoi is.